# Diaglyptellodes sculpturator
Diaglyptellodes sculpturator är en stekelart som först beskrevs av Aubert 1977.  Diaglyptellodes sculpturator ingår i släktet Diaglyptellodes och familjen brokparasitsteklar. Inga underarter finns listade i Catalogue of Life.